# درقديون
الدُّرْقَدْيُون جنس من فصيلة القرنبيات. أعطانها تمتد من أطرف الصين إلى أطراف أروبة. جميعها صغيرة القد أو متوسطة.